# ملعب عطبرة
ملعب عطبرة هو ملعب متعدد الاستخدامات يقع في مدينة عطبرة في السودان , و يستخدم حاليًا لمباريات كرة القدم , و يعتبر الملعب الأساسي لفريق الأمل كما أنه يستضيف مباريات فريق أهلي عطبرة.
و يتسع الملعب لحوالي 13,000 متفرج.
و قد افتتح الملعب عام 1927 و تم بناء المدرجات في عام 1940 و تم تحديث الملعب من جديد بتغيير الأرضية من عشبية إلى أرضية صناعية 
الخميس 22 سبتمبر 2011 بمباراة الأمل و اتحاد مدني.

## وصلات خارجية
- ملعب عطبرة - kooora.com